# Comité Marxista-Leninista Português
O Comité Marxista-Leninista Português (CMLP) foi uma organização marxista-leninista portuguesa que foi fundada em 1964 em Paris logo após a fundação da Frente de Acção Popular (FAP), na sequência da rutura e expulsão de Francisco Martins Rodrigues do PCP — estas marcam o início das organizações maoístas e marxistas-leninistas em Portugal.

## História
Complementarmente à frente unitária constituída na FAP, o CMLP pretendia ser o embrião de um futuro partido comunista reconstruído, editando o órgão “Revolução Popular”.
Em 1965 a FAP/CMLP é afetada por várias prisões, entre elas a de João Pulido Valente, decorrente de uma infiltração da PIDE. O agente da PIDE infiltrado, Mário Mateus, será executado em Novembro desse ano. 
Em 1966 Francisco Martins Rodrigues e Rui d’Espiney são presos e as vagas repressivas fragilizam a FAP/CMLP que tinha como organização de juventude a União dos Estudantes Comunistas Marxistas-Leninistas [UEC (m-l)].
Em 1968, o que resta da direção do CMLP vai dar origem ao jornal O Comunista, de que saem 14 números, mais próximo dos trotskistas, entre os quais está o grupo de Maria Albertina, animado então pelo ex-comunista e futuro deputado do PSD, Silva Marques.
A FAP acabará por ser extinta, mantendo-se em atividade apenas o CMLP que em 1970, no V Congresso (reconstitutivo) do partido comunista, se transforma em Partido Comunista de Portugal (marxista-leninista) [PCP (m-l)], embora apenas em 1971 o facto tenha sido tornado público. O PCP (m-l) desenvolverá importante atuação na emigração, nomeadamente em França.